# European Autoimmunity Standardisation Initiative
Die European Autoimmunity Standardisation Initiative (EASI) ist eine medizinisch-wissenschaftliche Vereinigung von immunologisch oder labormedizinisch tätigen Ärzten und Wissenschaftlern auf dem Gebiet der Rheumatologie mit Sitz in Freiburg im Breisgau. Zweck der Vereinigung ist die europaweite Vernetzung und Verbesserung der Zusammenarbeit von Fachleuten im Bereich Forschung und Standardisierung von Diagnostik und Therapie von Rheuma und Autoimmunerkrankungen. Es gibt nationale Vereinigungen in Österreich, Belgien, Finnland, Frankreich, Deutschland, Israel, Italien, den Niederlanden, Norwegen, Portugal, Spanien, Schweden, der Schweiz und der Ukraine. Die Gründung der EASI wurde 2002 von Allan Wiik und Michael Haass mit der Diagnostik-Firma Phadia initiiert. 2011 wurde Phadia von Thermo Fisher Scientific übernommen.

## Struktur
Das EASI Network wird gebildet von der EASI Core Group, den EASI National Teams, und dem EASI Forum. Die EASI Conference findet regelmäßig im Rahmen des International Congress on Autoimmunity statt. Die EASI Core Group besteht aus einer Kerngruppe von Wissenschaftlern, die sich regelmäßig trifft und aktuelle Hauptthemen bearbeitet sowie die nationalen Bemühungen koordiniert.
Innerhalb der EASI gibt es nationale Vereinigungen in Österreich, Belgien, Finnland, Frankreich, Deutschland, Israel, Italien, den Niederlanden, Norwegen, Portugal, Spanien, Schweden, der Schweiz und der Ukraine. Die deutsche EASI wurde 2005 gegründet, die österreichische Sektion 2006.
Das Forum wird von Delegierten der National Teams gebildet. Hierbei sollen je ein Kliniker und ein Laborforscher entsandt werden. Die Treffen finden mindestens einmal jährlich statt.

## Arbeit
Die EASI veröffentlicht Empfehlungen zu Diagnostik und Testung von Autoimmunerkrankungen. Weitere Publikationen stammen aus den jeweiligen National Teams. Die EASI strebt die Anerkennung als EULAR Standing Committee durch die European League Against Rheumatism (EULAR) an.